# Příseka (Brtnice)
Příseka (německy Prisnek) je částí města Brtnice nacházející se v okrese Jihlava v Kraji Vysočina. Ves Příseka byla již ve 14. století lénem pánů z Lipé; v roce 1535 propustil Jan z Lipé Příseku s dvorem z manství Volfu Beránkovi z Petrovce, který si zde vystavěl tvrz. Statek, k němuž náležela jen Příseka a tři poddaní v Puklicích, nakonec držel šlechtický rod Collaltů, který na místě tvrzi vystavěl počátkem 18. století menší zámek.

## Název
Název se vyvíjel od varianty Presseka (1234), Prziessek (1318), Prziesnyk (1447), Przieseku (1579), Priesznikh (1678), Priesnick (1718), Prisinck (1751), Prisznek a Příseky (1846), Prisnek a Příseka (1872) až k podobě Příseka v letech 1881 a 1924. Místní jméno vzniklo ze staročeského obecného jména přieseka (příseka, prosek v lese).

## Historie
Ze zmíněného názvu lze odvodit, že obec vznikla v proseku lesa na Haberské stezce. První písemná zmínka o obci pochází z roku 1234. Ve 13. století ves patřila olomouckému biskupství, v té době byl založen kostel. Roku 1318 ves získal Jan z Řecka, v roce 1327 po jeho úmrtí Jindřichovi z Lipé, roku 1438 se po vsi psal Mikulášek Beránek z Petrovic, v roce 1542 Volf Beránek. Beránkové na Příseku přenesli své sídlo ze dnes zaniklé tvrze v Petrovicích. V roce 1579 ves koupil Hynek Brtnický z Valdštejna, roku 1602 se dostala do majetku rodu Křineckých, těm byl majetek za účast ve stavovském povstání majetek zkonfiskován.
Novým majitelem vsi se stal brtnický hrabě Rombaldo XIII. Collalto. V letech 1869–1909 k obci patřila osada Uhřínovice. V letech 1869–1930 pod Příseku spadala též osada Komárovice. Sbor dobrovolných hasičů vznikl v roce 1883. V roce 1900 činila hospodářská půda (včetně Komárovic a Uhřínovic) 1 738 ha (pole 960 ha, lesy 420 ha, louky 194 ha, pastviny 159 ha, zahrady 5 ha); ve vsi se chovalo 64 koní, 742 kusů skotu, 212 bravu a 6 kusů ovcí. Lesy byly lesním revírem velkostatku Brtnice, v roce 1888 je ve vsi zmíněn mlýn a pila.
Hospodářský dvůr velkostatku Brtnice měl rozlohu 126 ha, z něhož bylo za pozemkové reformy rozparcelováno 60 ha, vytvořen zbytkový statek o rozloze 57 ha a 9 ha ponecháno vlastníkovi knížeti Manfredovi Collalto. Zbytkový statek odkoupil od Státního pozemkového úřadu B. Bém a zámek Václav Bém.
Pozemková reforma byla zahájena: na velkostatku Brtnice, v soud. okresu Jihlava, zbytkový statek ze dvora Hynkov ve výměře asi 50 ha, zbytkový statek ze dvora Kněžice ve výměře asi 61 ha, zbytkový statek ze dvora Příseka ve výměře asi 79 ha. Tiskopisy u přídělového komisaře Státního pozemkového úřadu v Jihlavě nebo v Praze. Žádosti u komisaře Státního pozemkového úřadu v Jihlavě ve lhůtě ode dne 15. září 1925 do dne 29. září 1925.
Venkov, 15.09.1925
Dne 1. ledna 1989 se obec stala místní částí Brtnice.

## Přírodní poměry
Příseka leží v okrese Jihlava v Kraji Vysočina. Nachází se 2,5 km jižně od Puklic, 2 km západně od Komárovic, 5,5 km severně od Brtnice a 8 km jihovýchodně od Jihlavy. Geomorfologicky je oblast součástí Česko-moravské subprovincie, konkrétně Křižanovské vrchoviny a jejího podcelku Brtnická vrchovina, v jehož rámci spadá pod geomorfologický okrsek Puklická pahorkatina. Průměrná nadmořská výška činí 566 metrů. Nejvyšší bod s nadmořskou výškou 659 metrů leží na západním okraji katastru. Na území Příseky se nachází Katova hora (636 m n. m.) a Rezkův vršek (630 m n. m.). Na Příseckém potoce v okolí Příseky se nacházejí Podstranecký rybník a Mlýnský rybník. Do severní části katastru zasahuje Puklický potok, na němž se rozkládá přírodní památka Starý Přísecký Rybník.

## Obyvatelstvo a rodáci
Podle sčítání 1930 zde žilo v 55 domech 319 obyvatel. 310 obyvatel se hlásilo k československé národnosti a 1 k německé. Žilo zde 12 římských katolíků, 2 příslušníci Církve československé husitské a 3 židé.
Rodákem této obce je i výsadkář Václav Málek, který poté žil v Okříškách nedaleko Třebíče.
| Rok            | 1869 | 1880 | 1890 | 1900 | 1910 | 1921 | 1930 | 1950 | 1961 | 1970 | 1980 | 1991 | 2001 | 2011 |
| -------------- | ---- | ---- | ---- | ---- | ---- | ---- | ---- | ---- | ---- | ---- | ---- | ---- | ---- | ---- |
| Počet obyvatel | 330  | 315  | 342  | 383  | 363  | 364  | 319  | 296  | 302  | 264  | 260  | 221  | 241  | 216  |

## Hospodářství a doprava
V Přísece sídlí firma Foukané izolace, s.r.o. Prochází tudy silnice II. třídy č. 405 z Jihlavy do Uhřínovic a komunikace III. třídy č. 4053 do Puklic. Dopravní obslužnost zajišťují dopravci ICOM transport a TRADO-BUS. Autobusy jezdí ve směrech Jihlava, Kněžice, Předín, Želetava, Brtnice, Dolní Smrčné, Třebíč a Přímělkov.

## Školství, kultura a sport
Pobočku tu má Městská knihovna v Brtnici. Působí zde Sbor dobrovolných hasičů Příseka. Směrem na Brtnici se nachází golfové hřiště společnosti PaSport, s.r.o.

## Pamětihodnosti
V Přísece jsou tři kulturní památky ČR :
- Kostel sv. Barbory se nachází v severní části obce
- Zámek stojí na jižním okraji obce, jeho součástí je Muzeum autíček
- Boží muka při silnici do Jihlavy

Jiné zajímavosti:
- Několik křížků - 2 u kostela, jeden naproti domu čp. 47
- Socha svatého u kostela
- Lípa pod Katovou horou
- Památná hrušeň roste u čp. 25 na soukromém travnatém pozemku v blízkosti hospodářského stavení.

## Další fotografie

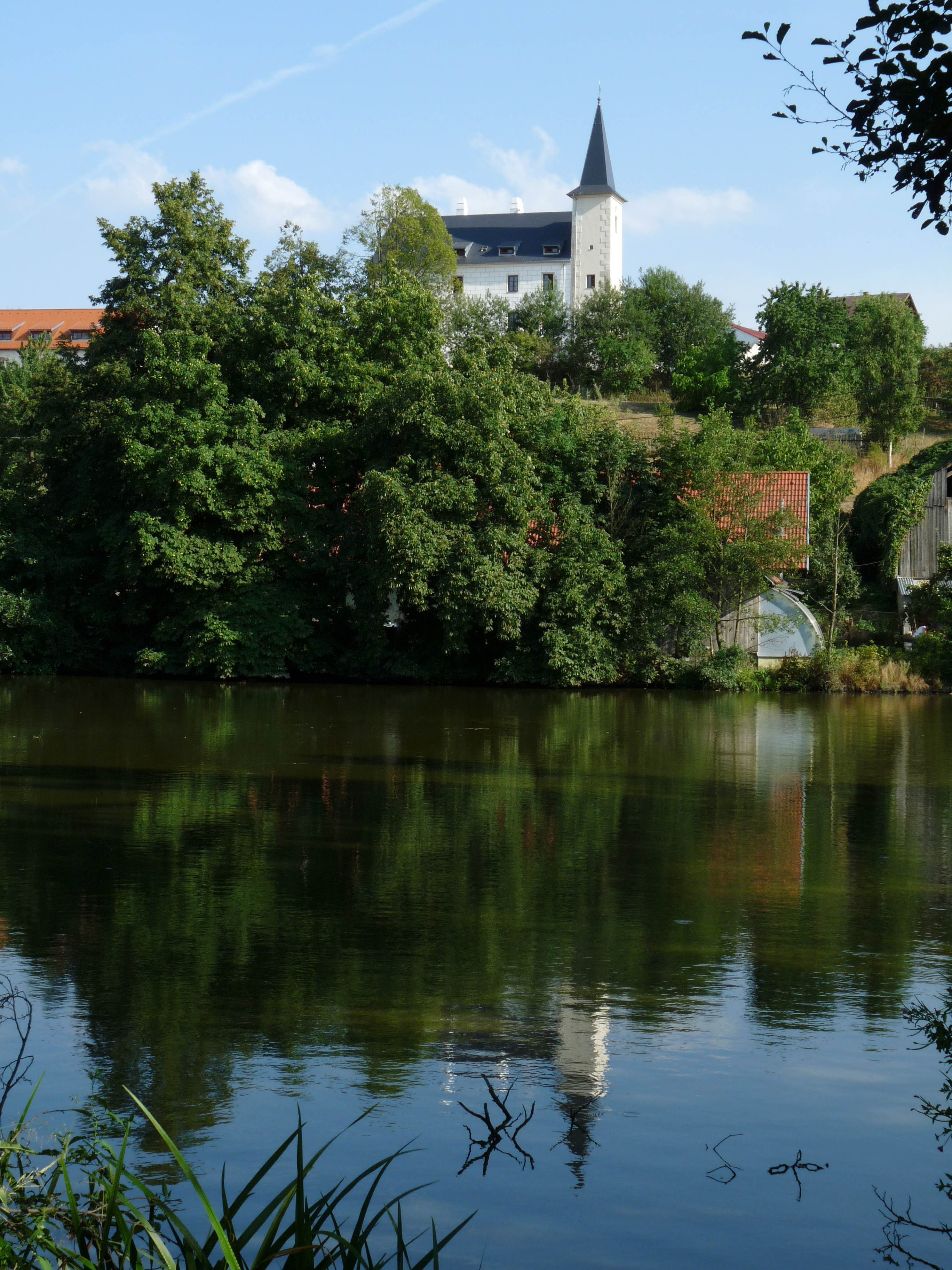
Zámek za Vesnickým rybníkem
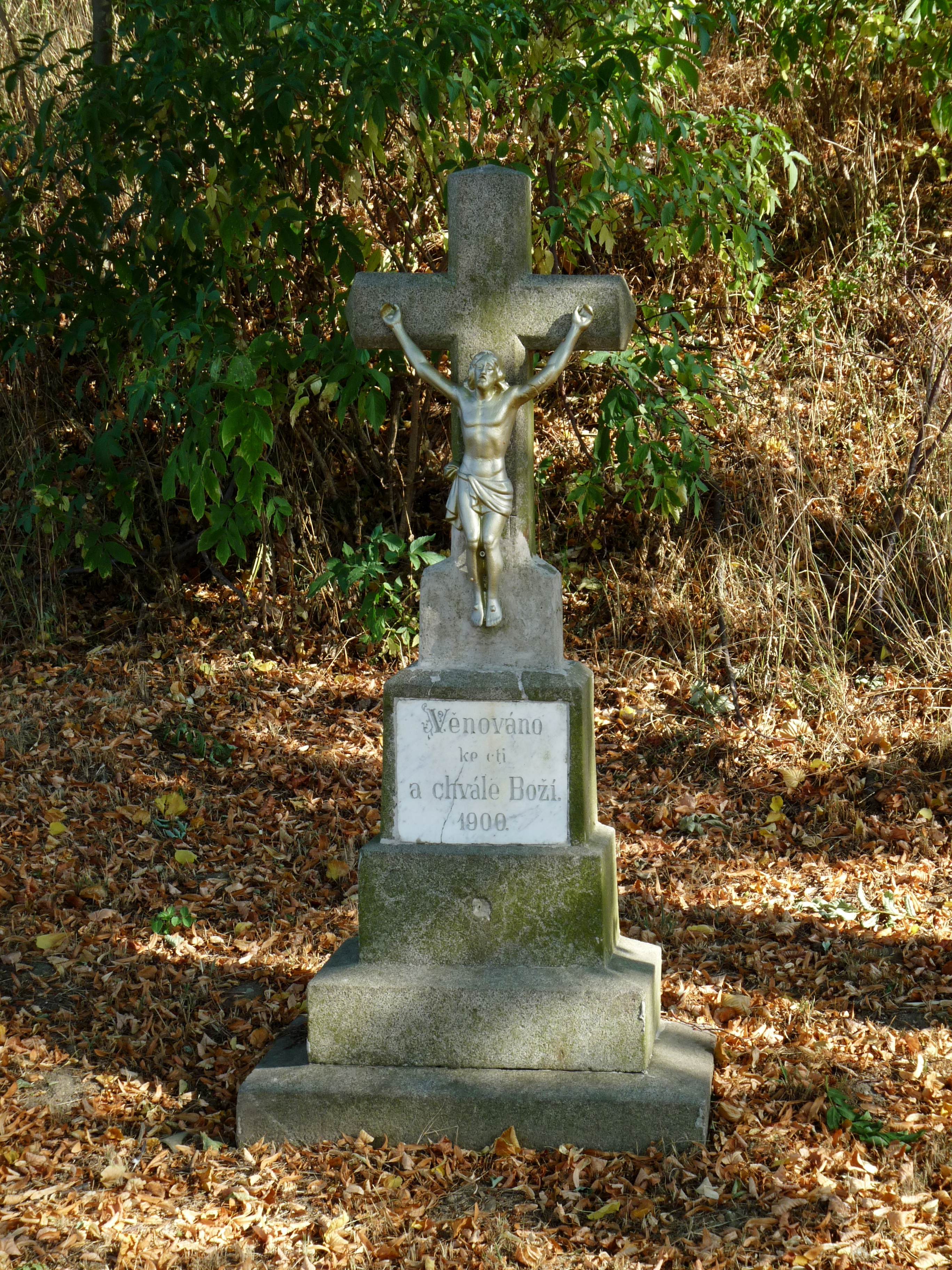
Křížek proti čp. 47
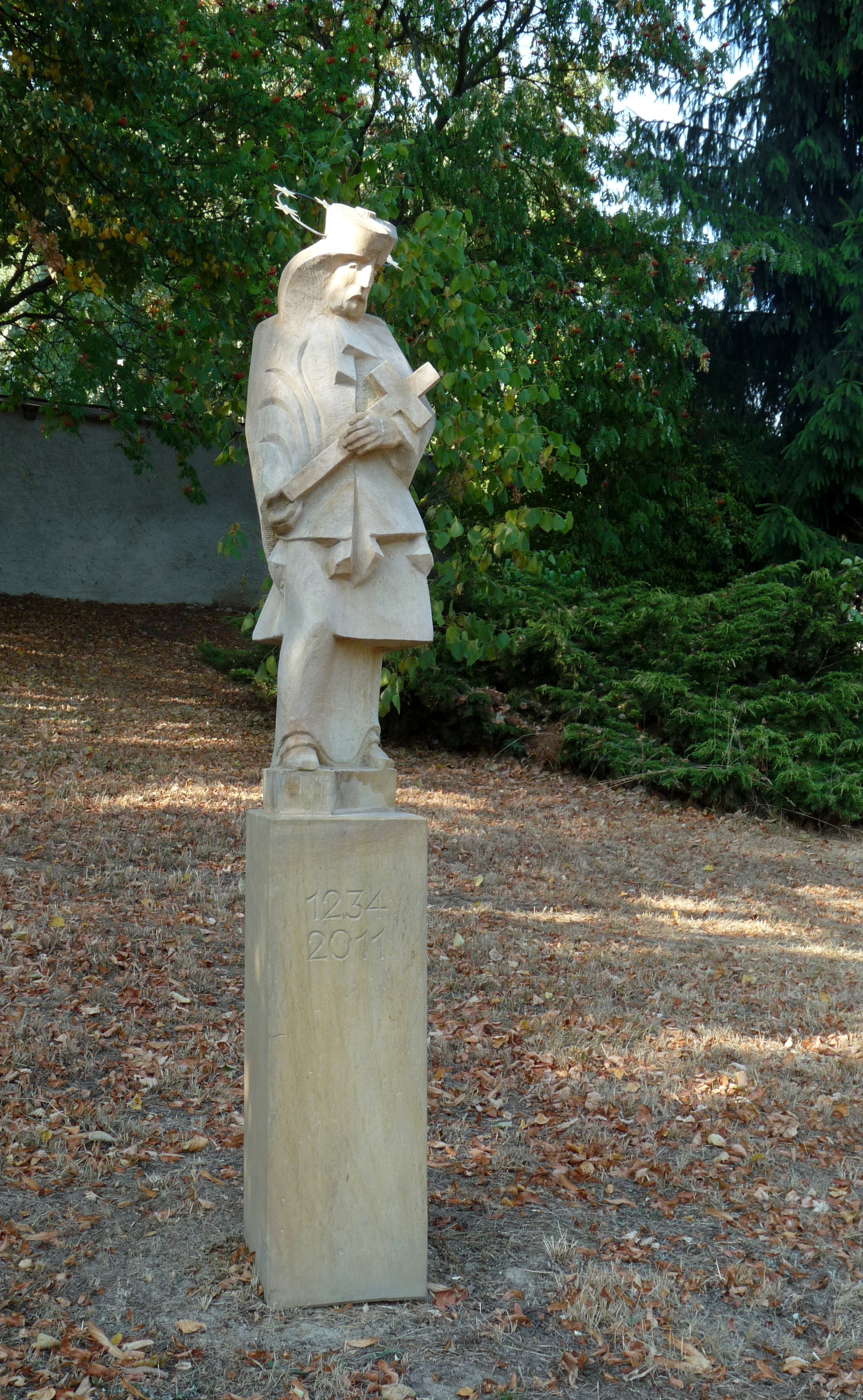
Socha u kostela
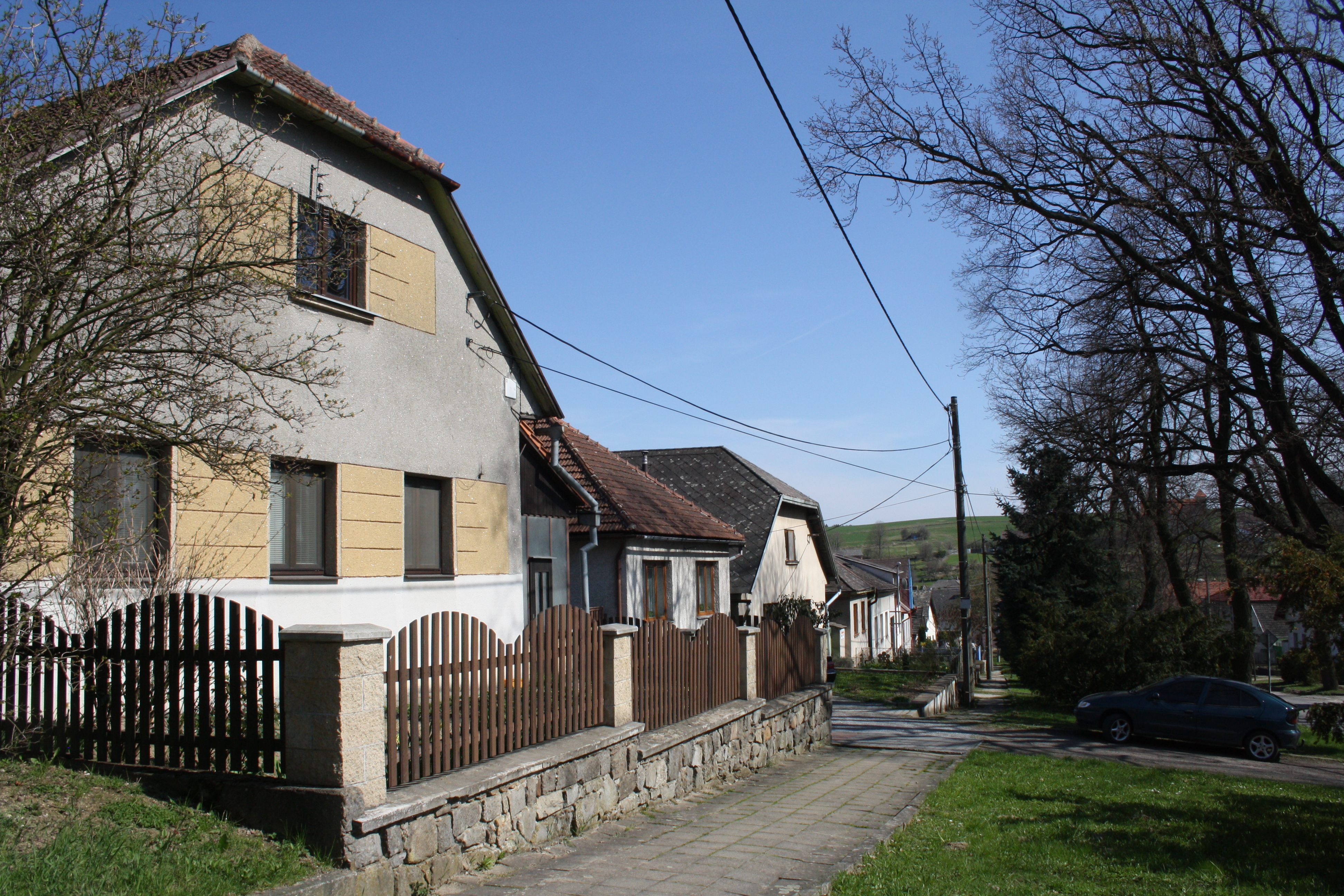
Domy na návsi